# Správa
Správa (také administrace) obecně označuje vedení vlastních nebo i cizích záležitostí. Správa má za úkol určitou formu regulace a řízení v prostředí určeném předem danými vztahy v rámci nějaké organizace. Jejím výkonem může být v určité oblasti pověřen zvláštní správce. Synonymum administrativa však může současně označovat i jen pouhý souhrn pomocných a rutinních kancelářských činností, které mají zabezpečit chod určitého správního týmu či úřadu.

## Veřejná správa
Ačkoli se správou míní také obstarávání soukromých potřeb, v užším slova smyslu jde o veřejnou správu, která zajišťuje záležitosti veřejného zájmu. V tomto smyslu může jít kromě samosprávy zejména o státní správu, a to např. finanční, justiční, duchovní, vojenskou nebo tzv. vnitřní neboli politickou správu, která zahrnuje správu policejní, školskou, národohospodářskou a sociální. Administrativa tak zde znamená veřejnou, správní složku výkonu státní moci nebo také určitý správní úřad, např. ministerstvo (ve Spojených státech amerických se slovem „administrativa“ označuje speciálně úřad prezidenta a jeho vlády). Na rozdíl od současného chápání dělby moci do tří samostatných složek se dříve státní správa odlišovala pouze od zákonodárství, přičemž tato administrace byla spolu se soudnictvím výrazem výkonné moci státu. V moderním státě již výkon veřejné správy včetně správních aktů, které vydává, podléhá kontrole ve správním soudnictví.

## Způsoby správy
Stát využívá ke správě majetku a věcí veřejných byrokratický management. Byrokratický management je zvyklý a závázaný řídit se pravidly, které určí vyšší autorita. Na rozdíl od soukromého, tedy ziskového managementu, který je odkázaný na finanční výkazy a řídí se pravidly trhu.
Odlišnosti v chybách správy potom nepramení hlavně z kvality jednotlivých účastníků (byrokratů a podnikatelů), ale v odlišných motivacích a incentivách v obou systémech správy. Stejný člověk se bude chovat jinak v byrokratickém a jinak v ziskovém managementu.